# Hostert (gmina Niederanven)
Hostert (lb. Hueschtert) – wieś (Uertschaft) w środkowym Luksemburgu, w kantonie Luksemburg, w gminie Niederanven. Do 3 października 2015 miejscowość leżała w dystrykcie Luksemburg. Liczy 541 mieszkańców (1 stycznia 2023). 